# 卡拉謝島
卡拉謝島是西非國家畿內亞比紹的島嶼，屬於比熱戈斯群島一部分，由博拉馬區負責管轄，該島長18.7公里、寬7.3公里，面積80平方公里，主要城鎮位於該島北部。